# 易阳城址
易阳城址，位于中国河北省邯郸市西阳城村，为邯郸市永年县的一个省级文物保护单位，类型为古遗址，公布时间为1993年7月15日。
易阳城址的历史年代为战国、汉。